# اندکی سایه
اندکی سایه عنوان کتابی نوشته احمد بیگدلی نویسنده ایرانی است. این کتاب در سال ۱۳۸۵ خورشیدی برنده جایزه کتاب سال جمهوری اسلامی ایران شد.
بیگدلی نگارش اولیه این کتاب را در سال ۱۳۶۷ آغاز کرد. سپس در سال ۱۳۸۳ آن را بازنویسی کرد. ماجراهای این کتاب در شهر آغاجاری و دوران اعتصاب کارگران شرکت نفت می‌گذرد.

## خلاصه داستان
احمد راوی داستان، بعد از سال‌ها بی‌خبری از ایرج‌ (دوست دوران کودکی‌اش)به طور تصادفی او را می‌بیند و این دو در طی داستان به مرور خاطرات گذشته می‌پردازند. هادی که قبلا رئیس اداره حفاظت شرکت نفت بوده و باعث‌ آزار کارگران و خانواده‌های آنها شده است، به دنبال ماجرایی‌ به خود می‌آید و توبه کرده و جزء اعتصابیون می‌شود. هر چند که ایرج هم با فاصله نزدیک،در داستان حاضر می‌شود و تا انتها نیز در کنار راوی حضور دارد. 